# Jean-Pierre Léaud
Pour les articles homonymes, voir Léaud (homonymie).
Jean-Pierre Léaud est un acteur français, né le 28 mai 1944 à Paris 20e.
À l'âge de quatorze ans, il est révélé par François Truffaut qui lui confie le rôle d'Antoine Doinel, le héros turbulent du film Les Quatre Cents Coups. À la suite de ce film, il fait sensation au festival de Cannes 1959 et Jean Cocteau, son président d'honneur, l'engage aussitôt pour Le Testament d'Orphée.
L’accomplissement du personnage Antoine Doinel viendra avec la trilogie à suivre, trois étapes de la vie (amoureuse) d’Antoine avec Christine Darbon (Claude Jade), de leur amour à leur mariage puis leur divorce : Baisers volés (1968), Domicile conjugal (1970) et L'Amour en fuite (1979).
Grâce à Truffaut, Jean-Pierre fait la connaissance d'autres cinéastes de la Nouvelle Vague, dont il devient l'un des acteurs fétiches. Ainsi Jean-Luc Godard l'engage pour des rôles plus ou moins importants dans la plupart de ses films entre 1965 et 1969, notamment dans Masculin féminin (1966) et La Chinoise (1967).
Durant cette période, il est également assistant réalisateur sur plusieurs films de Truffaut et Godard, et s'essaie lui-même à la réalisation en 1974. Il apparaît dans de nombreux films d'auteur, parfois exigeants, voire confidentiels comme Porcherie (1969) de Pier Paolo Pasolini. Sa carrière trouve la consécration avec La Maman et la Putain de Jean Eustache en 1973. La même année, il tient l'un des rôles majeurs de La Nuit américaine de François Truffaut.
Il connaît par la suite une relative éclipse. Il apparaît en 1985 dans Détective, de Godard, mais c'est le Finlandais Aki Kaurismäki, spécialiste de l'humour distancié et de l'expression minimale, qui lui permet de retrouver une véritable seconde carrière, en lui offrant le premier rôle dans J'ai engagé un tueur (1990). Jean-Pierre Léaud redevient alors un acteur récurrent du cinéma d'auteur ; on le voit ainsi chez Philippe Garrel ou dans les films d'une nouvelle génération de réalisateurs, parmi lesquels Olivier Assayas ou Bertrand Bonello.

## Biographie

### Famille
Jean-Pierre Léaud naît le 28 mai 1944 à Paris 20e,. Il est le fils de la comédienne Jacqueline Pierreux et du scénariste Pierre Léaud,.

### Carrière au cinéma
François Truffaut le rencontre au moment de l'audition pour Les Quatre Cents Coups en septembre 1958. À ce moment-là, Léaud a déjà fait une apparition au cinéma dans La Tour, prends garde ! (1957) de Georges Lampin. Truffaut tombe sous le charme du garçon et retrouve en lui le sentiment de révolte qu'il a éprouvé en tant qu'enfant. Léaud est élève en pension en classe de 4e à Pontigny dans l'Yonne. Il est réputé pour être un élève turbulent. Bien que Léaud soit un peu plus âgé que le personnage — il a alors 14 ans, tandis qu'Antoine Doinel, dans le scénario, en a 12 — Truffaut le choisit, parmi cent autres candidats. Le réalisateur modifie ensuite le scénario pour adapter le rôle à sa personnalité. En 1979, dans un entretien avec Maurice Terrail, Truffaut raconte : 

« Je crois qu'au départ, il y avait beaucoup de moi-même dans le personnage d'Antoine. Mais dès que Jean-Pierre Léaud est arrivé, sa personnalité qui était très forte m'a amené à modifier souvent le scénario. Je considère donc qu'Antoine est un personnage imaginaire qui emprunte un peu à nous deux. »

Le tournage commence le 10 novembre 1958 et s'achève le 5 janvier 1959. Le film triomphe lors de sa projection au festival de Cannes le 4 mai 1959 et Léaud devient à 14 ans une vedette.
Après le succès du film, Truffaut s'occupe de Jean-Pierre Léaud, lequel ne voulait pas retourner en pension. Truffaut lui trouve alors une place à l'institut de la Muette, rue Cortambert à Paris mais il est renvoyé de l'établissement après quelques semaines. Truffaut l'installe ensuite à Colombes chez un couple de retraités. Léaud fugue souvent. Finalement, Truffaut l'installe dans une chambre de bonne rue Quentin-Bauchart, puis rue Perdonnet, et s'occupe alors de lui comme un père,.
En 1960, Julien Duvivier lui donne le rôle principal dans le film Boulevard, Il y interprète un adolescent désœuvré dans le quartier de Pigalle.
En 1961, Truffaut donne une suite aux Quatre Cents Coups avec le court métrage Antoine et Colette. Léaud retrouve à cette occasion le personnage d'Antoine Doinel. Le tournage commence le 15 janvier 1962 et dure une semaine.
Léaud rencontre Jean-Luc Godard en 1963 et travaille d'abord avec lui comme assistant sur Une femme mariée (1964), Alphaville (1965) et Pierrot le Fou (1965).
Après lui avoir donné deux petits rôles dans Alphaville et Pierrot le fou, Godard propose à Léaud le rôle principal de Masculin féminin (1965). Il y interprète le rôle de Paul, un jeune militant engagé contre la guerre du Viêt Nam. Son personnage ressemble au personnage d'Antoine Doinel. C'est un amoureux transi qui peine à trouver sa place dans la société. Juste après le tournage de Masculin féminin, Léaud tourne Le père Noël a les yeux bleus (1965) de Jean Eustache à Narbonne.
Le cinéaste polonais Jerzy Skolimowski l'engage pour jouer le rôle principal dans Le Départ. Léaud y joue le rôle de Marc, un jeune garçon coiffeur amoureux de voitures de sport et amoureux d'une fille.

 
En 1967, Léaud commence aussi une carrière au théâtre dans la troupe d'Antoine Bourseiller et joue au festival d'Avignon dans Silence, l'arbre remue encore de François Billetdoux et La Baye de Philippe Adrien. Cependant, il apprécie moins le théâtre que le cinéma. Dans l'entretien au magazine So Film (2012), il explique pourquoi il n'a pas fait plus de théâtre : 

« Je vous l'ai dit : s'il n'y a pas de caméra, je perds mes repères. Moi, mon seul vrai partenaire, le grand Autre — comme dirait Lacan —, c'est la caméra. »

François Truffaut reprend les aventures d'Antoine Doinel en 1968 avec Baisers volés. Le film est tourné en février et mars 1968. Après le tournage, l'actrice Delphine Seyrig fait part de son admiration pour le jeu de Léaud dans une lettre à François Truffaut : « Je suis désespérée de manquer si totalement d'invention, alors que Jean-Pierre Léaud exerçait sur moi, et je pense sur tout le monde, son charme, sa liberté de mouvement et de parole devant la caméra. Vous voyez, il a exactement les qualités que je voulais posséder. Son indépendance vis-à-vis des mots, son aisance dans l'improvisation, c'est ce que je souhaiterais le plus acquérir. Lui, il l'a d'emblée. J'aurais voulu être plus à la hauteur. »

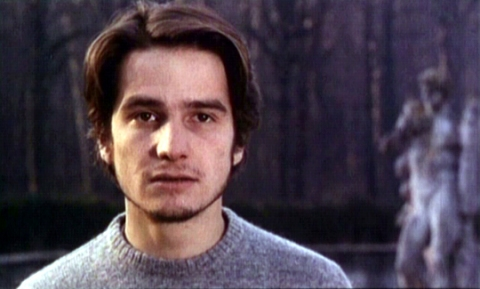
Jean-Pierre Léaud en 1969 dans Porcherie.

En 1969, il tourne dans Porcherie sous la direction de Pier Paolo Pasolini. Leur collaboration ne se passe pas bien. Léaud ne comprend pas les instructions de Pasolini. De plus, il est absent lors du doublage en français, Pasolini préférant à sa voix celle d'un autre acteur, Dominique Collignon-Maurin. Léaud en garde un souvenir amer.
Après le succès de Baisers volés, il retrouve son personnage d'Antoine Doinel et encore sa partenaire de Baisers volés, Claude Jade, dans Domicile conjugal (1970). Le film raconte la vie conjugale d'Antoine et Christine Doinel. Le tournage a lieu entre le 21 janvier et le 18 mars 1970.
En 1970, il joue dans Out 1 : Noli me tangere, le film fleuve de Jacques Rivette, le rôle d'un personnage d'abord muet et qui retrouve la parole au cours du film.
Avec Les Deux Anglaises et le Continent (1971), François Truffaut donne pour la première fois à Jean-Pierre Léaud un vrai rôle de composition avec le personnage de Claude Roc. En lui proposant le rôle, Truffaut lui écrit : « Ce sera le personnage le plus difficile pour toi parce que tu devras jouer comme si tu étais né riche et grand. »
En 1972, il interprète le rôle d'un réalisateur, représentant du cinéma de la Nouvelle Vague, dans Le Dernier Tango à Paris de Bernardo Bertolucci.
Léaud retrouve Truffaut dès 1972 avec La Nuit américaine. Truffaut lui confie le rôle d'Alphonse, un acteur romantique, capricieux et instable qui ressemble au vrai Jean-Pierre Léaud. Après la sortie du film en mai 1973, Godard envoie une lettre à Truffaut et souhaite faire parvenir une lettre à Léaud pour dénoncer le film. Truffaut ne transmet pas la lettre à Léaud et la renvoie à Godard avec une réponse incendiaire marquant leur séparation définitive.
En 1973, il présente à Cannes La Maman et la Putain de Jean Eustache. Le film reçoit le grand prix du jury.
Jean-Pierre Léaud retrouve une dernière fois le personnage d'Antoine Doinel avec L'Amour en fuite (1979). Le film termine le cycle avec le divorce d'Antoine et de Christine. Alors que généralement les tournages de la série Doinel s'étaient bien passés, Truffaut éprouve des difficultés à faire ce film et décide que ce sera le dernier de la série. Léaud raconte que la rupture avec ce personnage qui l'a suivi depuis l'adolescence a été très douloureuse, « comme une rupture amoureuse ».
Le 21 octobre 1984, François Truffaut meurt. Jean-Pierre Léaud déclare à ce sujet en 2021 : « Lorsque j’ai appris la mort de François, j’étais à Rome. Sans le pape, Rome n’est pas vraiment Rome. Je tournais L'Herbe rouge de Boris Vian devant la caméra de Pierre Kast, à Cinecittà. Je savais François très malade, il avait été opéré du cerveau, tout le monde me cachait la vérité. Seul Claude de Givray m’avait téléphoné : “Tu as bien compris, François ne se remettra pas, il va mourir.” » Sa compagne Hélène lui annonce la mort de François Truffaut par téléphone, alors qu'il était en train de dormir, mais Jean-Pierre Léaud pense qu'elle parle de Pierre Kast, qui lui est mort la veille, le 20 octobre. Au petit matin, Jean-Pierre Léaud se rend avec le premier assistant du tournage sur la place Saint-Pierre pour rencontrer le pape Jean-Paul II, dans l'espoir de comprendre la mort de Truffaut, mais la place est déserte et il n'y voit que deux prêtres en soutane : « Pris soudain d’une violente colère – un homme pris de colère est habité par les dieux, disent les Anciens –, je me précipite vers l’un d’eux et lui mets mon poing dans la gueule. Je lui dis : “Mais tends l’autre joue, tends l’autre joue…” Mais il ne la tendait pas. La logique de l’Évangile est une logique de l’angélisme qui ne s’adresse pas aux hommes. Il me fallait absolument avoir une entrevue avec le pape, l’homme le plus proche de Dieu sur terre, pour que Dieu à travers lui m’explique pourquoi François Truffaut était mort… » Après l'intervention de la police et les explications de l'assistant, le prêtre finit par ne pas porter plainte. Le lendemain, il termine le tournage avec le réalisateur Maurice Dugowson, puis rentre à Paris le surlendemain pour les funérailles au cimetière de Montmartre.
Dans Rue Fontaine (1984), Philippe Garrel lui donne le rôle de René, un personnage complètement désespéré.
Dans J'ai engagé un tueur (1991), Aki Kaurismäki lui donne le rôle d'un employé de bureau mis au chômage qui, n'ayant pas la force de se suicider, décide d'engager un tueur. D'après le critique Gilles Anquetil, c'est l'un des plus beaux rôles de Léaud depuis celui d'Alexandre de La Maman et la Putain.
Après Rue Fontaine, Philippe Garrel lui donne un nouveau rôle dans La Naissance de l'amour (1993). Léaud y retrouve un personnage brillant et angoissé tel qu'il a pu l'incarner à l'époque de la Nouvelle Vague.
Bertrand Bonello lui confie le rôle d'un réalisateur de films X désabusé dans Le Pornographe (2001). La même année, Serge Le Péron rend hommage à l'acteur avec un documentaire intitulé Léaud l'unique dans lequel il a recueilli les témoignages de Jean-Luc Godard, André S. Labarthe, Olivier Assayas et Tsai Ming-liang.
En 2009, il revient au festival de Cannes, cinquante ans après la présentation des Quatre Cents Coups en 1959, pour le film Visages de Tsai Ming-liang.
En 2016, il interprète le rôle du roi de France dans La Mort de Louis XIV, réalisé par Albert Serra. La même année, il reçoit, pour l'ensemble de sa carrière, une palme d'honneur lors du 69e festival de Cannes.

### Affaire judiciaire
La première chambre pénale du tribunal de grande instance de Paris l'a jugé le lundi 27 avril 1987 pour coups et blessures volontaires, violation de domicile, rébellion et outrages à agents de la force publique, délits pour lesquels il a été détenu du 15 au 26 août 1986 pour avoir frappé une voisine bruyante et injurié des policiers,.

### Vie privée
Jean-Pierre Léaud est marié à Brigitte Duvivier. En 2016, Brigitte Duvivier déclare au sujet de sa relation avec Jean-Pierre Léaud : « Scotchés depuis vingt-quatre ans, mariés depuis dix »,.
En mai 2023, Jean-Pierre Léaud contacte Serge Toubiana qui vient le voir chez lui dans son appartement près de la place Monge, après lui avoir déclaré se trouver lui et son épouse dans une situation financière, morale et physique précaire. Serge Toubiana perçoit leur détresse morale et leur grande fatigue physique. Lui ne pouvait plus se lever pour sortir prendre l’air dans un quartier qu’il adore. Elle-même indique son épuisement à s’occuper de son mari jour et nuit, alors qu'elle souffre en plus de la jambe après un accident de voiture. Une cagnotte en ligne est organisée par ses soutiens qui atteint plus de 20 000 euros. Serge Toubiana confie « qu'il y avait eu une première alerte en septembre 2022, peu de temps après la mort de Jean-Luc Godard. Il m’avait appelé en sanglots. Il n’arrivait pas à parler tellement il était sous le choc », et ajoute que « Jean-Pierre ne touche rien sur ses anciens films. Il n’a des droits d’auteur que sur la série des Antoine Doinel, car François Truffaut y a veillé avant de mourir. Il ne bénéficie également plus du statut d’intermittent du spectacle. Brigitte quant à elle, a une retraite de prof de lettres. Cela leur permet de vivre très humblement »,.

### Décoration
- 2013 :  Chevalier de la Légion d'honneur (nomination du 1er janvier)[40],[41]

## Style de jeu

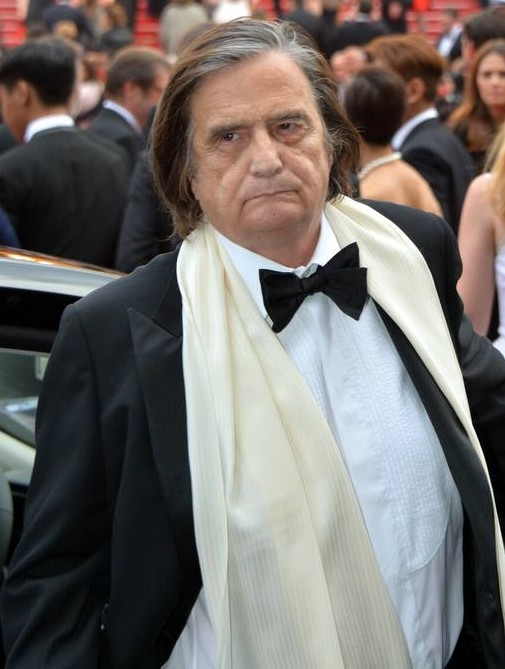
Jean-Pierre Léaud au festival de Cannes 2016.

Le style de jeu de Jean-Pierre Léaud est très particulier. En 1984, François Truffaut dit de lui : 

« Jean-Pierre Léaud est un acteur antidocumentaire, même quand il dit bonjour, nous basculons dans la fiction, pour ne pas dire dans la science-fiction. »

Truffaut le considère aussi comme le meilleur acteur de sa génération : 

« J'ajoute simplement que Jean-Pierre Léaud est, selon moi, le meilleur acteur de sa génération et qu'il serait injuste d'oublier qu'Antoine Doinel n'est pour lui qu'un des personnages qu'il a joués, un des doigts de sa main, un des habits qu'il a portés, un des collèges de son enfance. »

Les réalisateurs ont souvent confié à Léaud des rôles de bavard (La Maman et la Putain). Dans l'article qu'elle lui consacre dans Les Inrockuptibles en 2001, Catherine Millet remarque sa capacité à accompagner le texte de gestes qui lui sont propres et qui transforment son sens : 

« Ses gestes, graphiques, abstraits, ont pour effet d'épurer le bavardage. Les paroles, même lorsqu'elles sont prononcées, comme c'est souvent le cas, d'une façon très appuyée, sont simultanément converties en une gestuelle qui ouvre ou déplace le sens. Soit que l'acteur, tout en parlant, marche et déplace le champ, soit qu'il pointe l'index et désigne un hors-champ que nous n'appréhendons pas, mental. Même lorsqu'il est filmé frontalement, en plan moyen, il écarte les doigts en éventail pour que ce soit ce dessin-là qui occupe l'espace et non pas seulement la parole. »

Dans son entretien au magazine So Film (2012), Jean-Pierre Léaud explique qu'il essaie toujours de prendre la mise en scène à son compte, de « faire un film dans le film » et il ajoute que c'est justement la difficulté qu'il rencontre quand il tourne avec Jean-Luc Godard : « Avec Godard, c'est pas si facile : il voit bien que j'essaie de prendre les choses à mon compte, que je mets un petit peu en scène. »
S'il fait l'admiration de certains, d'autres commentateurs apprécient moins le jeu de Jean-Pierre Léaud. Par exemple, dans sa critique de La Maman et la Putain, le critique Jean-Louis Bory jugeait le jeu de Léaud « exécrable ». Pour lui, « Jean-Pierre Léaud joue faux et reste faux. »

## Place dans le cinéma
Jean-Pierre Léaud est un « acteur iconique de la Nouvelle Vague » et pour cette génération.
Après son film sur mai 68, le réalisateur Jean-Henri Roger, collaborateur de Jean-Luc Godard en 1968, explique que Léaud incarne cette génération : « Godard incarne le pôle radical, mais Doinel incarne aussi Mai 68. Léaud est l'acteur de notre génération. Le corps de Léaud, c'est 68. »
Charlotte Garson souligne dans la revue mensuelle Études, à propos du rôle incarné par Jean-Pierre Léaud dans La Mort de Louis XIV : « Serra a bel et bien trouvé la meilleure tête à placer sous la perruque mousseuse de l'agonisant : éternel Antoine Doinel, il confère à Louis XIV sa fraîcheur de puer senilis du cinéma français. »

## Filmographie
Sauf indication contraire, les informations mentionnées dans cette section peuvent être confirmées par les bases de données cinématographiques IMDb et Allociné,  présentes dans la section « Liens externes ».

### Comme acteur

#### Cinéma
- 1958 : La Tour, prends garde ! de Georges Lampin : Pierrot
- 1959 : Les Quatre Cents Coups de François Truffaut : Antoine Doinel
- 1960 : Boulevard de Julien Duvivier : Georges Castagnier dit « Jojo »
- 1960 : Le Testament d'Orphée de Jean Cocteau : Dargelos, l'écolier
- 1962 : L'Amour à 20 ans de François Truffaut, segment Antoine et Colette : Antoine Doinel
- 1964 : Mata Hari de Jean-Louis Richard : Absalon
- 1965 : Pierrot le fou de Jean-Luc Godard : un spectateur
- 1965 : L'Amour à la mer de Guy Gilles : le garçon à la sortie du cinéma
- 1966 : Le Père Noël a les yeux bleus de Jean Eustache : Daniel
- 1966 : Made in USA de Jean-Luc Godard : Donald Siegel
- 1966 : Masculin féminin de Jean-Luc Godard : Paul
- 1966 : Alphaville de Jean-Luc Godard : le serveur à l'hôtel
- 1967 : Le Plus Vieux Métier du monde, segment Anticipation, ou l'Amour en l'an 2000 de Jean-Luc Godard : le groom
- 1967 : Week-end de Jean-Luc Godard : Saint-Just
- 1967 : La Chinoise de Jean-Luc Godard : Guillaume
- 1967 : Le Départ de Jerzy Skolimowski : Marc
- 1968 : Baisers volés de François Truffaut : Antoine Doinel
- 1968 : La Concentration de Philippe Garrel
- 1968 : Dialogue 20-40-60 (Dialóg 20-40-60), segment 20 ans de Jerzy Skolimowski : Adamik
- 1969 : Paul de Diourka Medveczky : Paul
- 1969 : Porcherie (Porcile) de Pier Paolo Pasolini : Julian Klotz
- 1969 : Le Gai Savoir de Jean-Luc Godard : Lui, Émile Rousseau
- 1970 : Domicile conjugal de François Truffaut : Antoine Doinel
- 1970 : Les Héritiers (Os Herdeiros) de Carlos Diegues : Danton
- 1970 : Le Lion à sept têtes (Der Leone Have Sept Cabeças) de Glauber Rocha : le prêtre
- 1971 : Les Deux Anglaises et le Continent de François Truffaut : Colin
- 1971 : Out 1 : Noli me tangere de Jacques Rivette : Colin
- 1971 : Une aventure de Billy le Kid de Luc Moullet : Billy le Kid
- 1972 : Le Dernier Tango à Paris (Ultimo tango a Parigi) de Bernardo Bertolucci : Tom
- 1973 : La Maman et la Putain de Jean Eustache : Alexandre
- 1973 : La Nuit américaine de François Truffaut : Alphonse
- 1976 : Par ici la bonne soupe (Umarmungen und andere Sachen) de Jochen Richter : Tom
- 1976 : Les Lolos de Lola de Bernard Dubois : Bernard Dubois
- 1979 : L'Amour en fuite de François Truffaut : Antoine Doinel
- 1980 : Parano de Bernard Dubois : Ignazio
- 1981 : La Cassure de Ramón Muñoz : Rauffast
- 1981 : Aiutami a sognare de Pupi Avati : Mario
- 1983 : Rebelote de Jacques Richard : Rémi Chauveau
- 1984 : Paris vu par... 20 ans après de Philippe Garrel, segment Rue Fontaine : René
- 1985 : Juste un film (Csak egy mozi) de Pál Sándor : Peter
- 1985 : Détective de Jean-Luc Godard : Inspecteur Neveu
- 1986 : L'Île au trésor (Treasure Island) de Raoul Ruiz : Midas
- 1986 : Corps et Biens de Benoît Jacquot : Marcel
- 1986 : Le Cas Boran (Boran - Zeit zum Zielen) de Daniel Zuta : Abgeortneter
- 1987 : Les Keufs de Josiane Balasko : Commissaire Bouvreuil
- 1987 : Jane B. par Agnès V. d’Agnès Varda : l'amoureux colérique
- 1987 : Ossegg oder Die Wahrheit über Hänsel und Gretel de Thees Klahn : Georg Ossegg
- 1988 : 36 fillette de Catherine Breillat : Boris Golovine
- 1988 : La Couleur du vent de Pierre Granier-Deferre : Decourt
- 1989 : Bunker Palace Hôtel d’Enki Bilal : Solal
- 1990 : J'ai engagé un tueur d’Aki Kaurismäki : Henri
- 1991 : C'est la vie de Daniel Cohn-Bendit et Peter Franz Steinbach
- 1991 : Paris s'éveille d’Olivier Assayas : Clément
- 1992 : La Vie de bohème d’Aki Kaurismäki : Blancheron
- 1993 : La Naissance de l'amour de Philippe Garrel : Marcus
- 1994 : Personne ne m'aime de Marion Vernoux : Lucien
- 1995 : Les Cent et Une Nuits de Simon Cinéma d’Agnès Varda : le second Jean-Pierre
- 1996 : Mon homme de Bertrand Blier : le premier client dans le nouvel appartement
- 1996 : Irma Vep d’Olivier Assayas : René Vidal
- 1996 : Pour rire ! de Lucas Belvaux : Nicolas/Pierre
- 1996 : Le Journal du séducteur de Danièle Dubroux : Hugo, l'ancien professeur de Grégoire
- 1998 : Elizabeth de Shekhar Kapur (non crédité)
- 1999 : Innocent (O athoos) de Costa Natsis : le poète
- 2000 : L'Affaire Marcorelle de Serge Le Péron : François Marcorelle
- 2000 : Une affaire de goût de Bernard Rapp : le magistrat
- 2001 : Le Pornographe de Bertrand Bonello : Jacques Laurent
- 2001 : Et là-bas, quelle heure est-il ? ( 你那边几点？) de Tsai Ming-liang : Jean-Pierre / L'homme du cimetière
- 2002 : La Guerre à Paris de Yolande Zauberman : Haut Placé
- 2003 : Innocents: The Dreamers (The Dreamers) de Bernardo Bertolucci : lui-même
- 2004 : Folle Embellie de Dominique Cabrera : Fernand
- 2005 : J'ai vu tuer Ben Barka de Serge Le Péron : Georges Franju
- 2005 : Léaud de Hurle-dents (court métrage documentaire) de Jacques Richard : lui-même
- 2005 : Le Fantôme d'Henri Langlois de Jacques Richard : lui-même
- 2009 : Visage (脸) de Tsai Ming-liang : Antoine et le roi Hérode
- 2011 : Le Havre d'Aki Kaurismäki : le voisin dénonciateur
- 2012 : Camille redouble de Noémie Lvovsky : Monsieur Dupont
- 2016 : La Mort de Louis XIV d'Albert Serra : Louis XIV
- 2017 : M de Sara Forestier : le père de Lila
- 2017 : Le lion est mort ce soir de Nobuhiro Suwa : Jean
- 2018 : Alien Crystal Palace d'Arielle Dombasle : le Dieu Horus
- 2018 : L'Île aux chiens de Wes Anderson : Gondo (voix française)
- 2019 : I Shot Antoine Doinel (court métrage) de Nicolás Prividera : lui-même
- 2019 : C'è tempo de Walter Veltroni : lui-même

#### Télévision
- 1973 : L'Éducation sentimentale, de Marcel Cravenne
- 1981 : Le Petit Pommier, de Liliane de Kermadec
- 1982 : Mersonne ne m'aime de Liliane de Kermadec
- 1985 : L'Herbe rouge, de Pierre Kast
- 1985 : Le Tueur assis, de Jean-André Fieschi
- 1985 : Néo Polar (série) de Philippe Venault, épisode Des choses qui arrivent
- 1986 : Grandeur et décadence d'un petit commerce de cinéma, de Jean-Luc Godard
- 1988 : Les Ministères de l'art, de Philippe Garrel
- 1988 : Sei delitti per padre Brown (it) (série) de Vittorio De Sisti, épisode Il problema insolubile
- 1989 : Femme de papier de Suzanne Schiffman : Clément
- 1990 : Le Gorille, série, épisode Le Gorille poker de Peter Patzak : Bicchieri
- 2009 : L'Homme aux cercles bleus, de Josée Dayan

### Comme assistant
- 1964 : La Peau douce de François Truffaut - stagiaire assistant réalisateur (non crédité)
- 1964 : Mata Hari de Jean-Louis Richard (non crédité)
- 1964 : Une femme mariée de Jean-Luc Godard
- 1965 : Pierrot le fou de Jean-Luc Godard (non crédité)
- 1966 : Alphaville de Jean-Luc Godard (non crédité)
- 1966 : Made in USA de Jean-Luc Godard

### Comme réalisateur
- 1974 : De quoi s'agit-il ? (court métrage), co-réalisé avec Michel Varésano

### Comme scénariste
- 2004 : Léaud de Hurle-dents (court métrage documentaire) de Jacques Richard

## Théâtre
Sauf indication contraire ou complémentaire, les informations mentionnées dans cette section peuvent être confirmées par la base de données Les Archives du spectacle.
- 1966 : À Memphis il y a un homme d'une force prodigieuse de Jean Audureau, mise en scène d'Antoine Bourseiller, Festival du Marais
- 1967 : Silence, l'arbre remue encore de François Billetdoux, mise en scène d'Antoine Bourseiller, Festival d'Avignon
- 1967 : La Baye de Philippe Adrien, mise en scène d'Antoine Bourseiller, Festival d'Avignon

## Distinctions
Sauf indication contraire, les informations mentionnées dans cette section peuvent être confirmées par la base de données cinématographiques IMDb,  présente dans la section « Liens externes ».

### Récompenses
- Berlinale 1966 : Ours d'argent du meilleur acteur pour Masculin féminin
- César 2000 : César d'honneur
- Festival de Cannes 2001 : Prix FIPRESCI de la Semaine de la critique pour Le Pornographe (partagé avec Bertrand Bonello)
- Festival de Locarno, 2014, Pardo alla carriera (Prix de l'ensemble de la carrière), lors de la 67ème édition[48].
- Festival de Cannes 2016 : Palme d'honneur[49]
- Lumières 2017 : meilleur acteur pour La Mort de Louis XIV

### Nominations
- BAFA 1961 : meilleur nouveau venu dans un rôle principal pour Les Quatre Cents Coups
- César 1988 : meilleur acteur dans un second rôle pour Les Keufs